# Brahmanachitratte, Sagar
Brahmanachitratte là một làng thuộc tehsil Sagar, huyện Shimoga, bang Karnataka, Ấn Độ.